# Sidney Lanfield
Sidney Lanfield, född 20 april 1898 i Chicago, Illinois, död 20 juni 1972 i Marina del Rey, Los Angeles, Kalifornien, var en amerikansk filmregissör. Majoriteten av Lanfields filmer var komedier eller romantiska filmer, men ett undantag var filmatiseringen av Baskervilles hund 1939. Han regisserade också några filmer med den norska konståkaren Sonja Henie i huvudrollen. Från 1954 gick han helt över till att regissera tv-produktioner, något han arbetade med fram till 1967.
Lanfield har tilldelats en stjärna på Hollywood Walk of Fame vid adressen 6101 Hollywood Blvd.

## Filmografi i urval

### Regi
- 1936 – Skridskoprinsessan
- 1937 – På hal is
- 1939 – Baskervilles hund
- 1941 – Bröllopsdansen
- 1942 – Min favoritblondin
- 1942 – En dam smider planer
- 1944 – Direktörn söker nattlogi
- 1945 – Flickor, ohoj!
- 1947 – Kungen från New York
- 1947 – Trassel med fruntimmer
- 1948 – Främlingen från Kansas
- 1951 – Hej tomtegubbar
- 1952 – Kjolar, ohoj!